# Церковь Святого Воскресения (Майкоп)
 Церковь Святого Воскресения (арм. Մայկոպի Սուրբ Հարություն հայկական եկեղեցի) — храм Армянской апостольской церкви в городе Майкопе, Адыгея. Адрес: ул. Победы, 10.

## История
Впервые армяне обосновались во второй половине XIX столетия. Это были выходцы из Новой Нахичевани, Крыма и областей Западной Армении, а также амшенские армяне из окрестностей города Трабзон, Орду, Самсун (древнегреческий Амисос) на южном побережье Черного моря, бежавшие из Османской империи от массовых армянских погромов. Армянская община Майкопа было малочисленной: в 1897 г. здесь жил 381 армянин (265 мужчин и 116 женщин), в 1902—344 (168 и 176), в 1908 г. — 540 (256 и 284), в 1915—762 (392 и 370), в 1916—639 (355 и 284).
Церковь Святого Воскресения была построена в 1912 году

## Архитектура
Церковь изначально была прямоугольная в плане, двухэтажная, в стиле провинциальный модерн. Впоследствии путём достройки симметричной половины и превращении плана в П-образное храм утратил первоначальный вид.